# Fotovoltaik
Fotovoltaik er omdannelsen af lys til elektrisk energi. Det sker ved den fotovoltaiske effekt via halvledere. Typiske materialer, der bruges til fotovoltaik, er monokrystallinsk silicium, polykrystallinsk silicium, amorf silicium, cadmiumtellurid og kobber indium selenid. Denne teknik benyttes gennem solceller også kaldet fotovoltaiske celler. 
På grund af stor efterspørgsel efter vedvarende energi har forskningen og etableringen af solcelleanlæg gennem de senere år været i stor vækst.
Fotovoltaisk produktion er øget med i gennemsnit 48% hvert år siden 2002, hvilket gør det til den hurtigst voksende energiteknologi i verden.

## Fotovoltaiske effekt
Den fotovoltaiske effekt er skabelsen af elektrisk spænding i et materiale der udsættes for fotoner (elektromagnetisk stråling; fx lys). Den fotovoltaiske effekts frigivne elektroner flyttes mellem forskellige bindinger (for eksempel fra valens til konduktions-bindinger) indenfor det samme materiale, dermed opbygges en spænding mellem to elektroder.

## Solcelle
I de fleste fotovoltaiske enheder er bestrålingskilden sollys og derfor kendes disse som solceller. I tilfældet med en pn-overgang solcelle, der skaber belysning af materialet en elektrisk jævnspænding.

## Anti-solcelle
Det er et faktum, at en pn-overgang med det rette båndgab, kan anvendes til at lave elektrisk energi af en temperaturforskel.
Der er i flere artikler blevet fremsat den hypotese, at man kan lave fotovoltaik celler, som kan virke om natten - og om dagen hvis beskyttet mod sollys. Sådanne fotovoltaik celler kaldes en anti-solcelle (engelsk anti-solar cell), termisk udstrålings fotovoltaik celle (engelsk thermoradiative cell). Både om natten og dagen skal himlen være mere (helst) eller mindre skyfri, så termisk infrarød stråling i bølgelængdeintervallet 8-13 um frit kan stråle gennem atmosfæren og ud i det lufttomme verdensrum. Ideelt vil en anti-solcelle kunne levere 54 W/m^2 og under typiske himmelforhold 10 W/m^2. Da anti-solcellen køles ned på den himmelvendte side, skal der løbende tilføres varme på siden, der vender ned mod jorden, fx fra vinden, søvand, havvand, jorden - eller på anden vis.
Der er fundet flere materialer, som kan udstråle infrarød stråling i bølgelængdeintervallet 8-13 um. Sådanne materialer kan også anvendes til at køle objekter både dag og nat - fx huse og huses tage, mure mellem 5°C-12°C (resultat 2014-2021) i forhold til omgivelsestemperaturen, når der er klar himmel.

I maj 2022 blev der offentliggjort en artikel i ACS Photonics som viser, at man kan lave anti-solceller som virker om natten. De måler effekten som tre almindellige industrielt producerede MIR-fotodioder afgiver ved en temperaturforskel på 12,5°C. Her kan den bedste MIR-fotodiode lave 2,26mW/m^2, og den udsender fotoner med en centertop på 4,7um.